# Luis Ubiña (football)
Luis Ignacio Ubiña Olivera est un footballeur uruguayen né le 7 juin 1940 à Montevideo et mort le 17 juillet 2013. Il joue au poste de défenseur du début des années 1960 au milieu des années 1970.
Il porte les couleurs de Rampla Juniors et de Nacional avec qui il remporte en 1971 la Coupe intercontinentale et la Copa Libertadores. Il est également avec ce club trois fois champion d'Uruguay.
International à 33 reprises pour un but marqué, il participe aux Coupes du monde 1966 et 1970. L'Uruguay termine à la quatrième place en 1970.

## Palmarès
Nacional : 
- Vainqueur de la Coupe intercontinentale en 1971
- Vainqueur de la Copa Libertadores en 1971
- Champion d'Uruguay en 1970, 1971 et 1972